# Assels

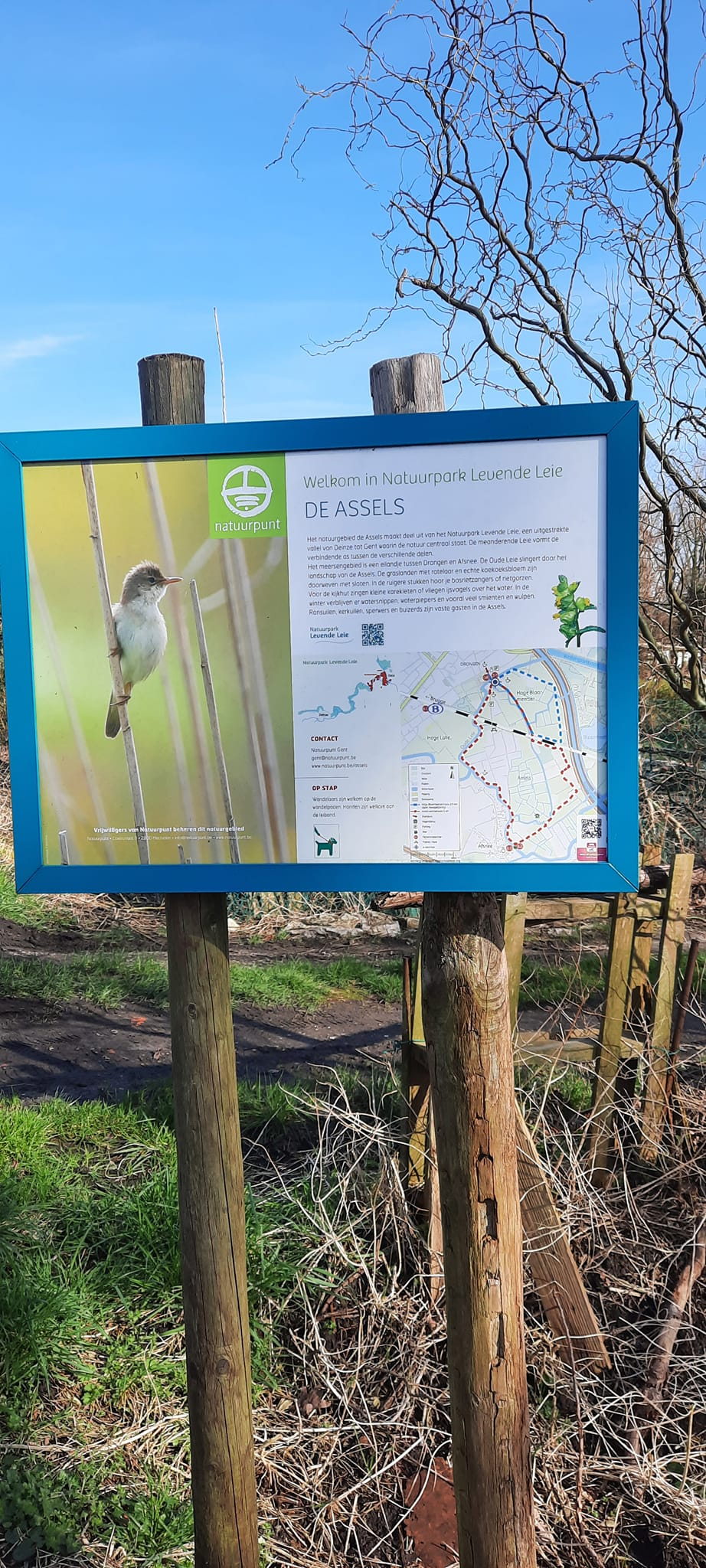

De Assels situeren zich ten oosten van het centrum van Drongen, op een ‘eiland’ gevormd door twee Leie-armen en de Ringvaart. Ongeveer de helft van de Assels is nog grotendeels ‘natuurlijk’ gebleven en bestaat uit meersen. Daarnaast kunnen enkele woonkernen worden onderscheiden. Van zuid naar noord loopt door dit gebied een Oude Leie-arm, die tot 1977 de grens vormde tussen de voormalige gemeenten Drongen en Afsnee. De Ringvaart en de recentere R4 sluiten het gebied volledig af in het oosten.

## Geschiedenis
De naam ‘Assels’ zou verwijzen naar ‘Hasla’ of hazelaar en staat al vermeld in een charter van 1397. In het gebied zijn sinds de 14de eeuw verschillende boerderijen gevestigd, waarvan er nog enkele bewaard zijn gebleven, zoals het ‘Goed der Assels’ (15e eeuw), de ‘Kaaksmete’ en ‘De Bunt’ (16e eeuw) . Omdat een groot deel van het gebied tijdens de winters onder water kwam te staan, zijn deze boerderijen en hun akkers gesitueerd op iets hoger gelegen donken. Tussen deze landerijen zijn nog enkele oude landwegen overgebleven die het gebied enerzijds verbonden met de abdij van Drongen (Asselsekerkweg) en anderzijds met Afsnee (Pontstraat), al moest tot 1826 telkens nog een veerpont gebruikt worden. Dan werd een houten brug gebouwd die in 1900 werd vervangen door een betonnen brug: de Pontbrug. Ondertussen was in 1838 de spoorlijn Gent-Brugge aangelegd, die de Assels in een noordelijk en zuidelijk deel opsplitste. Na 1900 werd het gebied toegankelijker en kon Afsnee-Drie-Leien uitgroeien tot een residentiële woonwijk. De rest van de Assels bleef landelijker, en kende veel minder nieuwbouw, met uitzondering van de wijk ‘Krommeham’ (vanaf 1975), helemaal in het zuiden van de Assels.
Door de eilandsituatie is het gebied relatief dunbevolkt en ontwikkelde er zich geen industriële activiteit. De talrijke overstromingen in het verleden zorgden er ook voor dat de landbouwactiviteit, voornamelijk extensieve veeteelt, in het gebied altijd beperkt is gebleven. Doordat alles zijn hier nog veel natuurwaarden behouden. Door een goede planologische bescherming is de versnippering in de Assels door bewoning en weekendhuisjes intussen tot stilstand gebracht. Sterk visueel bepalend in de huidige Assels is de spoorlijn Brussel-Oostende, die het gebied dwars doorsnijdt in een noordelijk en een zuidelijk deel.
De oudste bewoning van de Assels is terug te vinden ten oosten van deze Oude Leie-arm (grondgebied Drongen), op een centrale donk die ongeveer 2,5 meter hoger ligt dan het omliggende meersengebied, en waar al sinds de 16de eeuw verschillende boerderijen zijn gevestigd.
In de 20ste eeuw ontstond in het onbebouwde meersengebied ten westen van de Oude Leie, dat tot Afsnee behoorde, een volledig nieuwe woonwijk: de Drie Leien, genoemd naar de verschillende Leie-armen die hier samenvloeien. Deze wijk is voor autoverkeer enkel toegankelijk vanuit Drongen, via de Pontbrug, en is altijd aangewezen geweest op Drongen-Centrum. Ze behoort dan ook tot deze parochie. Fietsers en voetgangers kunnen sinds de aanleg van de R4-buitenring ook via het parallel fietspad andere delen van Gent bereiken. Binnen bepaalde uren kan er ook nog gebruikgemaakt worden van een fiets– en voetveer dat een verbinding verzorgt over de Leie tussen de Assels en Afsnee-dorp. De wijk Drie Leien telt bijna 700 inwoners.
In ruimere zin kunnen de Assels beschouwd worden als het volledige meersengebied tussen twee grote Leie-armen ten westen van Gent. Zeker voor het graven van de Watersportbaan (1954) en de Ringvaart (1969) was dit het geval. De volkstuintjes, gelegen tussen de Drongense Steenweg en de Watersportbaan, zijn trouwens nog steeds naar de Assels genoemd.

## Overstromingsgebied
De Assels maken deel uit van de Drongense Meersen, onderdeel van de eens zeer uitgestrekte meersengordel rond Gent. Vroeger kwam het grootste deel van dit gebied elke winter onder water te staan. Al vanaf de middeleeuwen probeerde men de waterhuishouding te regelen door de waterafvoer te bevorderen met de aanleg van sloten, dijkjes en bemaling. De dijk langs de Leie is waarschijnlijk aangelegd vanaf 1700 in opdracht van de abdij van Drongen. Desondanks kwamen er nog regelmatig overstromingen voor. Na de laatste grote overstroming van december 2002 is de Leiedijk verhoogd en overal op dezelfde hoogte gebracht.

## Natuurreservaat
Om het landschap in de Assels zo goed mogelijk te vrijwaren worden sinds 2002 door Natuurpunt stelselmatig percelen aangekocht. Het meersenlandschap in de Assels bestaat uit soortenrijke graslanden, doorweven met sloten. Centraal in de meersen broeden weidevogels zoals de grutto en de kievit. De in Vlaanderen zeldzame veldgerst doet het in de Assels bijzonder goed. Dit wijst op zeer oude graslanden op zware kleibodems. Natuurpunt beheert ondertussen meer dan 38 hectaren, waarvan 12 hectaren zijn erkend als natuurreservaat. Het is de bedoeling om overwinterende watervogels en broedende weidevogels, die hier vroeger in groten getale voorkwamen, terug aan te trekken. Aan de Piereput is er overigens een vogelkijkhut voorzien. Tevens wordt de verspreiding van de grote waternavel (exoot) zo veel mogelijk teruggedrongen.
Ten noorden van de spoorweg (ook wel gekend als Hoge Blaarmeersen) worden Belgische trekpaarden ingezet voor natuurbeheer.
Sinds 2010 is in de Assels een uitgepijlde wandelroute uitgezet (6 km)
Sinds januari 2019 is de fusie van het natuurreservaat Assels met het meer zuidwestelijk gelegen natuurreservaat Keuzemeersen erkend. De gebieden maken deel uit van het project Levende Leie.